# Рудольф Австрийский (кардинал)
Рудольф Иоганн Иосиф Райнер фон Габсбург-Лотарингский (нем. Rudolf Johannes Joseph Rainier von Habsburg-Lothringen; 8 января 1788, Пиза, Великое герцогство Тосканское — 24 июля 1831, Баден, Австрия) — эрцгерцог Австрийский, австрийский кардинал, композитор и пианист. Архиепископ Оломоуцкий с 24 марта 1819 по 24 июля 1831. Кардинал-священник с титулом церкви Сан-Пьетро-ин-Монторио с 4 июня 1819 по 24 июля 1831.

## Биография
Рудольф был самым младшим из 16 детей императора Священной Римской империи Леопольда II и его супруги Марии Луизы Испанской. Считается, что примерно с 1803 или 1804 года он брал уроки музыки у Людвига ван Бетховена. С 1809 года эти уроки стали регулярными и включали в себя, помимо игры на фортепиано, курс теории музыкальной композиции и практику свободного сочинения. Занятия продолжались вплоть до 1823 года. Рудольф был одним из постоянных меценатов Бетховена. Начиная с 1809 года, наряду с двумя другими венскими аристократами, князьями Ф. Кинским и Ф. Лобковицем, он выплачивал композитору пожизненную денежную субсидию.
Бетховен посвятил Рудольфу 14 своих сочинений, такие как «Большая соната для Хаммерклавира», «Император» и «Торжественная месса». Эрцгерцог, в свою очередь, посвятил Бетховену свои 40 фортепианных вариаций на тему учителя «O Hoffnung» («О надежда»), опубликованные в 1819 году под прозрачным псевдонимом R:E:H (начальные буквы слов «Рудольф, эрцгерцог фон Габсбург»).
24 июня 1805 года Рудольф был назначен коадъютором в архиепархии Оломоуца, а 24 марта 1819 года был возведён в сан архиепископа Оломоуцкого. 4 июня 1819 года папа Пий VII назначил Рудольфа кардиналом. К интронизации Рудольфа, состоявшейся в 1820 году, Бетховен намеревался завершить «Торжественную мессу», но замысел произведения сильно разросся, и оно было вручено эрцгерцогу лишь в 1823 году.
В 1823—1824 годах Рудольф вместе с другими 49 композиторами написал свою вариацию на тему вальса Диабелли. Кардинал опубликовал своё произведение анонимно, подписавшись инициалами «S.R.D».
Рудольф умер 24 июля 1831 года в Бадене в возрасте 43 лёт, похоронен в Императорском склепе в Вене, его сердце похоронено в соборе Оломоуца.